# Aegolius harrisii
Aegolius harrisii là một loài chim trong họ Strigidae.